# Jumet
Jumet era una comuna francesa que estaba situada en el departamento de Altos Pirineos, de la región de Occitania, que entre 1790 y 1794 se fusionó con la comuna de Beirede, formando la comuna de Beyrède-Jumet.

## Demografía
No constan datos demográficos de la comuna en el momento de su fusión.